# رالف لي بويرمان
رالف لي بويرمان (بالإنجليزية: Ralph Lee Bowerman)‏ هو ملحن وكاتب أغاني أمريكي، ولد في 14 أغسطس 1934، وتوفي في 19 أكتوبر 2015.